# بیدفورد
Mayorبیدفوردlatitudeبیدفوردlongitudeبیدفورد
بیدفورد (به انگلیسی: Bideford) یک شهرک در انگلستان است که در شهرستان دوون واقع شده‌است.

## خصوصیات
بیدفورد ۱۷٬۱۰۷ نفر جمعیت دارد.